# Piet Nuten
Piet Nuten (Temse, 27 april 1913 – Berchem (Antwerpen), 11 september 1970) was een Belgisch musicoloog en componist. Hij deed gedurende zijn leven voornamelijk onderzoek naar Nederlandse polyfonie,
Hij kreeg zijn basis opleiding van Karel Weyns in Temse. Vervolgens kwam een studie aan het Koninklijk Conservatorium Antwerpen. Docenten Marinus De Jong en Lodewijk Mortelmans brachten hem muziekschriftuur en harmonieleer bij. Hij studeerde vervolgens kunstgeschiedenis en -filosofie aan de Universiteit Gent, in 1944 volgde een diploma. Hij behaalde in 1957 zijn doctoraat bij Floris van der Mueren via het proefschrift De madrigali spirituali van Filip de Monte, dat in 1958 in drie delen werd uitgegeven door de Koninklijke Vlaamse Academie.
Vanaf 1939 toen hij zijn diploma muzikale opvoeding had gehaald gaf hij les op allerlei aan middelbare scholen. Andere functies waren
- vanaf 1942 aan het Conservatorium van Gent (docent muziekwetenschappen)
- vanaf 1948 aan het Koninklijk Vlaams Conservatorium in Antwerpen (wetenschappelijk bibliothecaris)
- vanaf 1961 aan de Rijksuniversiteit Gent (licentiecolleges muziekgeschiedenis en musicologische stijlstudie van de middeleeuwen tot de 17e eeuw).

Hij gold als een van de specialisten op het gebied van de muziek van Philippus de Monte.
Hij ontving daarbij ook onderscheidingen en eerbetonen:
- 1961: Interprovinciale prijs van de Vlaamse Provinciën
- 1967: lid van de Koninklijke Vlaamse Academie van België voor Wetenschappen en Kunsten
- 1970: Gesellschaft zur Herausgabe von Denkmälern der Tonkunst (Oostenrijk)
- 1970: Svenska samfundet för Musikforking (Zweden).
- Temse kent een Piet Nutenlaan.

In de periode 1932 tot 1964 schreef hij een honderdtal liederen, drie cantates, kamermuziek en het symfonisch gedicht Droombeeld in 't woud. Alles werd nog eens aangevuld met lidmaatschappen van binnen- en buitenlandse verenigingen etc. op muziekgebied.
Publicaties:
- 1939: Hulleboeck en zijn betekenis
- 1939: Stijlkritische onderzoekingen over renaissance- en barokmuziek
- 1958: Il secondo libro de madrigali spirituali
- diverse essays over renaissancemuziek
- artikelen voor vaktijdschriften.